# Кокрейн, Джон, 4-й граф Дандональд
Джон Кокрейн, 4-й граф Дандональд (англ. John Cochrane, 4th Earl of Dundonald; 4 июля 1687 — 5 июня 1720) — шотландский аристократ и политик.

## Происхождение и образование
Джон Кокрейн родился 4 июля 1687 года в Пейсли, Ренфрушир, Шотландия. Второй сын Джона Кокрейна, 2-го графа Дандональда (ок. 1660—1690), и леди Сьюзан Гамильтон.
Его дедушкой и бабушкой по отцовской линии были Уильям Кокрейн, лорд Кокрейн (? — 1679), старший сын и наследник Уильяма Кокрейна, 1-го графа Дандональда (ок. 1605—1685), и леди Кэтрин Кеннеди (дочь Джона Кеннеди, 6-го графа Кассилиса). Его дедушкой и бабушкой по материнской линии были Уильям Гамильтон, герцог Гамильтон, и Энн Гамильтон, по праву герцогиня Гамильтон.
В 14 лет он поступил в Университет Глазго.
22 ноября 1705 года после смерти своего старшего бездетного брата, Уильяма Кокрейна, 3-го графа Дандональда (1686—1705), Джон Кокрейн унаследовал титулы 4-го графа Дандональда, 4-го лорда Кокрейна из Дандональда и 4-го лорда Кокрейна из Пейсли и Охилтри.

## Карьера
Он голосовал на выборах шотландских пэров-представителей 17 июня 1707 года, но его голоса были аннулированы, поскольку он был несовершеннолетним.
Шотландский пэр-представитель в Палате лордов Великобритании с 1713 по 1714 год, полковник 4-го конного гвардейского полка с 1715 по 1719 год.

## Личная жизнь
4 апреля 1706 года в Крамонде лорд Дандональд женился первым браком на леди Энн Мюррей (1687 — 30 ноября 1710), второй дочери Чарльза Мюррея, 1-го графа Данмора, и Кэтрин Уоттс (дочери и наследницы Ричарда Уоттса из Грейт-Мундена). У супругов было четверо детей:
- Леди Энн Кокрейн (22 февраля 1706 — 14 августа 1724), в 1723 году она вышла замуж за Джеймса Гамильтона, 5-го герцога Гамильтона[3]
- Уильям Кокрейн, 5-й граф Дандональд (1708 — 27 января 1725), умерший неженатым[1].
- Леди Сьюзен Кокрейн (? — 23 июня 1754), которая в 1725 году вышла замуж за Чарльза Лайона, 6-го графа Стратмора и Кингхорна. После его смерти она вышла замуж за Джорджа Форбса, шталмейстера, за принца Чарльза Эдуарда Стюарта, в 1745 году[4].
- Леди Кэтрин Кокрейн (? — 15 марта 1786), которая в 1729 году вышла замуж за своего кузена Александра Стюарта, 6-го графа Галлоуэя[5].

После смерти своей первой жены он женился 15 октября 1715 года на Мэри Сомерсет, герцогине Бофорт (14 августа 1688 — 4 февраля 1722). Мэри, вдова Генри Сомерсета, 2-го герцога Бофорта, была младшей дочерью Перегрина Осборна, 2-го герцога Лидса, и Бриджит Хайд (единственной дочери и наследницы сэра Томаса Хайда, 2-го баронета из Олдбери).
Лорд Дандональд скончался 5 июня 1720 года в возрасте 32 лет. Его титулы унаследовал его единственный сын Уильям.